# Championnat de France de football gaélique 2016
 (septembre 2016).
Si vous disposez d'ouvrages ou d'articles de référence ou si vous connaissez des sites web de qualité traitant du thème abordé ici, merci de compléter l'article en donnant les références utiles à sa vérifiabilité et en les liant à la section « Notes et références ».
Navigation
Édition précédente Édition suivante
La saison 2016 du championnat de France de football gaélique est la onzième édition. Elle se déroule du 26 septembre 2015 au 11 juin 2016.

## Description
Il est d'abord scindé en deux compétitions distinctes, le championnat de Bretagne d'un côté et le championnat fédéral (reste de le France) de l'autre. Ainsi le championnat de France de football gaélique est composé de la façon suivante :
- le championnat fédéral regroupant les clubs français situés hors de Bretagne. Quatre tournois mineurs et un tournoi majeur (ce dernier rapportant le maximum de points en fin de saison) permettront aux trois meilleures équipes au classement fédéral de disputer la phase finale du championnat de France de Division 1 (Élite), et aux équipes se classant au-delà de disputer la phase finale du championnat de France de Division 2 (Honneur) et de Division 3 (Promotion) ;
- le championnat de Bretagne ou Brittany League qui comprend les clubs bretons. Une première phase organisée sur deux tournois en septembre et octobre regroupant l'ensemble des clubs décide du classement qui verra les cinq meilleurs disputer la Division 1 et les cinq suivants la Division 2. De janvier à mai, cinq journées sont disputées sous forme de tournoi dans des villes différentes et établissent un classement. Les deux premiers de Division 1 se qualifient pour la phase finale du championnat de France de Division 1 (Elite). Les équipes classées 4e et 5e ainsi que les clubs de Division 2 disputeront elles la phase finale de Division 2 (Honneur) et de Division 3 (Promotion) du championnat de France ;
- la Coupe de Bretagne envoie également son vainqueur en phase finale de Division 1 du Championnat de France, repêchant ainsi le troisième du championnat de Bretagne si celui-ci n'est pas le vainqueur de la Coupe.

La phase finale du championnat de France de football gaélique 2016 se déroule au stade Leclanché à Clermont-Ferrand le 11 juin 2016.

## Clubs participants au championnat fédéral
| \| Paris Toulouse La Fare-les-Oliviers Bordeaux Clermont Lyon Niort Lille Angers Naives-Rosières Antibes \| Localisation des clubs engagés dans le championnat fédéral. |
| Paris Toulouse La Fare-les-Oliviers Bordeaux Clermont Lyon Niort Lille Angers Naives-Rosières Antibes                                                                   |

- Toulouse DG
- Bordeaux (Burdigaela)
- GF Provence
- Paris Gaels
- Clermont Gaels
- Lille FG
- Anjou Gaels
- Azur Gaels
- Lyon CLG
- Naives FG
- Niort Gaels

## Championnat fédéral

### Classement final
| Rang | Équipe          | Pts | J  | G  | N | P | Bp  | Bc  | Diff |
| ---- | --------------- | --- | -- | -- | - | - | --- | --- | ---- |
| 1    | Toulouse        | 51  | 15 | 8  | 1 | 0 | 159 | 18  | +141 |
| 2    | Paris           | 43  | 14 | 10 | 2 | 2 | 173 | 93  | +80  |
| 3    | Clermont        | 39  | 14 | 10 | 2 | 2 | 178 | 78  | +100 |
| 4    | Bordeaux        | 33  | 15 | 8  | 1 | 6 | 164 | 103 | +61  |
| 5    | Paris B         | 25  | 13 | 5  | 2 | 6 | 82  | 96  | -14  |
| 6    | Niort           | 25  | 13 | 4  | 1 | 8 | 97  | 133 | -36  |
| 7    | Provence        | 24  | 13 | 2  | 2 | 9 | 53  | 160 | -107 |
| 8    | Azur Gaels      | 21  | 13 | 1  | 1 | 1 | 64  | 186 | -122 |
| 9    | Lyon            | 14  | 9  | 4  | 0 | 5 | 49  | 86  | -37  |
| 10   | Lille           | 13  | 8  | 1  | 1 | 6 | 31  | 98  | -67  |
| 11   | Angers          | 5   | 3  | 0  | 0 | 3 | 11  | 50  | -39  |
| 12   | Naives-Rosières | 2,5 | 3  | 0  | 0 | 3 | 11  | 50  | -39  |

| Légende : Qualifications | Légende : Qualifications                                  |
| ------------------------ | --------------------------------------------------------- |
|                          | Qualifiés pour les Finales élite du championnat de France |

- Les équipes de Angers et Naives n'ont disputé qu'un seul tournoi (Paris) et en formation mixte.
- Le classement ne tient pas compte des matchs disputés contre les différentes formations Barbarians.

### 1remanche: Paris (19 mars 2016)

#### Résultats

##### Groupe A
- Paris (2-10) – (0-3) Naives/Angers
- Naives/Angers (1-2) – (6-7) Niort
- Paris (3-8) – (1-3) Niort

##### Groupe B
- Clermont (6-10) – (0-1) Lille
- Paris B (1-7) – (0-0) Lille
- Clermont (0-6) – (0-6) Paris B

##### 5e/6eplace
- Lille (3-0) – (1-0) Naives/Angers

##### Demi-finale
- Paris (3-6) – (2-5) Paris B
- Clermont (2-6) – (0-2) Niort

##### 3e/4eplace
- Paris B (2-4) – (1-1) Niort

##### Finale
- Clermont 2-9 (15) – 1-5 (8) Paris

### 1remanche: Provence (26 mars 2016)
Le 26 mars, le Gaelic Football Provence organise son premier tournoi fédéral à La Fare-les-Oliviers, comptant pour la première journée du championnat 2016. Le tournoi est remporté par le champion de France en titre, Toulouse vainqueur en finale de Bordeaux.

#### Résultats

##### Phase de groupe
- Bordeaux (3-7) – (0-2) Provence
- Barbarians (0-0) – (2-1) Azur
- Toulouse (7-11) – (0-2) Lyon
- Barbarians (0-0) – (1-6) Provence
- Toulouse (0-5) – (0-4) Bordeaux
- Lyon (2-3) – (1-4) Azur
- Toulouse (1-7) – (0-0) Barbarians
- Provence (0-2) – (1-4) Azur
- Lyon (0-0) – (1-5) Bordeaux
- Toulouse (8-11) – (0-1) Provence
- Bordeaux (6-7) – (1-1) Azur
- Lyon (1-1) – (1-0) Barbarians
- Toulouse (4-9) – (1-1) Azur
- Provence (4-3) – (0-2) Lyon
- Bordeaux (2-4) – (0-0) Barbarians

##### Finale
- Toulouse 0-10 (10) Bordeaux 1-3 (6)

### 2emanche: Bordeaux (16 avril 2016)

#### Résultats
Phase de groupe
- Paris B (0-4) – (0-4) Provence
- Bordeaux (2-4) – (1-7) Paris A
- Paris B (1-3) – (1-2) Niort
- Bordeaux (4-5) – (0-1) Provence
- Paris A (1-7) – (0-0) Niort
- Bordeaux (0-7) – (0-2) Paris B
- Paris A (4-11) – (0-0) Provence
- Bordeaux (4-4) – (1-3) Niort
- Paris B (1-3) – (1-5) Paris A
- Niort (1-4) – (1-2) Provence

Finale
- Paris A 3-5 (14) – 1-3 (6) Bordeaux

### 2emanche: Lyon (16 avril 2016)

#### Résultats
Phase de groupe
- Lille (1-1) – (0-8) Clermont
- Clermont (4-8) – (0-2) Azur
- Lyon (0-4) – (0-9) Toulouse
- Toulouse (5-10) – (1-2) Azur
- Lyon (2-7) – (0-1) Lille
- Azur (3-2) – (3-2) Lille
- Toulouse (2-2) – (1-6) Clermont
- Clermont (2-4) – (0-2) Lyon
- Lyon (1-5) – (1-1) Azur
- Toulouse (3-7) – (1-2) Lille

3e/4e place
- Lyon (2-3) – (0-0) Lille

Finale
- Toulouse 2-8 (14) – 3-2 (11) Clermont

### Tournois majeur: Toulouse (14 mai 2016)

#### Résultats
Groupe A
- Paris (1-6) – (1-1) Provence
- Clermont (1-8) – (0-2) Niort
- Paris (6-8) – (1-3) Niort
- Clermont (2-10) – (0-0) Provence
- Paris (2-3) – (1-6) Clermont
- Niort (1-5) – (1-5) Provence

Groupe B
- Toulouse (4-7) – (1-0) Azur
- Bordeaux (2-7) – (1-1) Paris B
- Toulouse (4-9) – (0-0) Barbarians
- Bordeaux (6-2) – (1-0) Azur
- Paris B (2-3) – (0-0) Barbarians
- Toulouse (2-6) – (1-1) Bordeaux
- Paris B (0-5) – (0-2) Azur
- Bordeaux (2-5) – (0-0) Barbarians
- Toulouse (2-9) – (0-2) Paris B
- Azur (1-3) – (0-0) Barbarians

Matchs de classement
- Provence (3-1) – (1-0) Azur
- Paris B (1-2) – (1-5) Niort

7e/8e place
- Azur (1-6) – (2-5) Paris B

5e/6e place
- Provence (0-2) – (2-7) Niort

Demi-finale
- Paris (2-8) – (0-4) Bordeaux
- Toulouse (1-9) – (1-4) Clermont

3e/4e place
- Bordeaux (2-2) – (3-7) Clermont

Finale
- Paris 1-5 (8) – 3-4 (13) Toulouse

## Championnat de Bretagne
| Entente 29 Rennes AGG EGHB Liffré Nantes FG Gwened Vannes Guérande FG Lorient GAC Pordic/St Brieuc Tregor/Pledran |

|  | : Division 1 Nantes FG, EGHB Liffré, Rennes AGG, Lorient, Gwened Vannes : Division 2 Pordic/St Brieuc, Tregor/Pledran, Entente 29, Guérande FG, |

### Première Phase
La première phase voit les neuf équipes + les barbarians s'affronter lors de deux tournois majeurs (cette année à Liffré et Vannes). Un classement est établi à l'issue de ces deux tournois, les cinq premiers disputent le championnat de Division 1 tandis que les cinq suivants sont versés en Division 2.

#### Tournoi majeur de Liffré (26 septembre 2015)
1re journée
- Lorient (1-1) – (4-3) Nantes
- Rennes (0-3) – (0-2) Liffré
- Guérande (5-8) - (0-0) Barbarians
- Trégor (0-1) – (3-5) Vannes
- Entente 29 (0-4) – (0-3) St-Brieuc
- Liffré (2-8) – (1-1) Lorient
- Barbarians (0-0) - (9-6) Entente 29
- Nantes (7-4) – (0-2) Trégor
- Vannes (1-3) – (0-1) Guérande
- St-Brieuc (0-1) – (3-10) Rennes
- Trégor (0-0) – (9-8) Liffré
- Rennes (6-9) - (0-0) Barbarians
- Lorient (2-9) – (2-3) St-Brieuc
- Nantes (1-1) – (0-1) Vannes
- Entente 29 (0-2) – (1-1) Guérande
- St-Brieuc (2-2) – (0-1) Trégor
- Liffré (4-9) – (0-1) Nantes
- Barbarians (3-2) - (4-5) Lorient
- Vannes (1-5) – (0-1) Entente 29
- Guérande (0-1) – (6-6) Rennes
- Nantes (0-3) – (1-1) St-Brieuc
- Liffré (3-6) – (0-0) Vannes
- Rennes (2-4) – (0-1) Entente 29
- Trégor (Victoire) - (Forfait) Barbarians
- Lorient (5-5) – (0-2) Guérande

#### Tournoi majeur de Vannes (10 octobre 2015)
2e journée
- Pordic (0-0) - (4-12) Liffré
- Barbarians (0-2) - (7-5) Nantes
- Vannes (0-1) - (2-4) Rennes
- Guérande (1-8) - (0-2) Trégor
- Entente 29 (0-1) - (0-5) Lorient
- Liffré (4-9) - (0-2) Barbarians
- Pordic (0-2) - (1-2) Vannes
- Nantes (6-0) - (2-2) Guérande
- Lorient (1-2) - (5-9) Rennes
- Trégor (2-4) - (4-3) Entente 29
- Barbarians (0-3) - (4-3) Pordic
- Guérande (0-1) - (5-4) Liffré
- Lorient (1-2) - (2-2) Vannes
- Entente 29 (0-4) - (1-4) Nantes
- Rennes (8-11) - (0-0) Trégor
- Pordic (2-5) - (1-5) Guérande
- Vannes (5-9) - (0-1) Barbarians
- Liffré (0-6) - (0-1) Entente 29
- Trégor (1-4) - (3-11) Lorient
- Nantes (1-4) - (1-4) Rennes

#### Classement à l'issue de la première phase
Le classement est établi sur le barème de points suivant (victoire à 4 points, match nul à 2, défaite à 1). Il prend en compte les résultats obtenus contre les barbarians mais ces derniers ne figurent pas dans le classement.
| Rang | Équipe           | Pts | J | G | N | P | Bp  | Bc  | Diff |
| ---- | ---------------- | --- | - | - | - | - | --- | --- | ---- |
| 1    | Rennes           | 34  | 9 | 8 | 1 | 0 | 159 | 18  | +141 |
| 2    | US Liffré        | 33  | 9 | 8 | 0 | 1 | 122 | 12  | +110 |
| 3    | Nantes           | 30  | 9 | 6 | 1 | 2 | 106 | 53  | +53  |
| 4    | Vannes           | 27  | 9 | 6 | 0 | 3 | 67  | 40  | +27  |
| 5    | Lorient          | 24  | 9 | 5 | 0 | 4 | 95  | 91  | +4   |
| 6    | Pordic/St Brieuc | 22  | 9 | 4 | 0 | 5 | 49  | 70  | -21  |
| 7    | Guérande         | 18  | 9 | 4 | 0 | 5 | 59  | 102 | -43  |
| 8    | Entente 29       | 17  | 9 | 3 | 0 | 6 | 62  | 53  | +9   |
| 9    | Tregor/Pledran   | 12  | 9 | 1 | 0 | 8 | 23  | 163 | -140 |

| Légende : Qualifications | Légende : Qualifications              |
| ------------------------ | ------------------------------------- |
|                          | Qualifiés pour la Division 1 Bretagne |
|                          | Qualifiés pour la Division 2 Bretagne |

#### Résultats deuxième phase
| Liffré | 4-17 / 2-6 (29-12)  | Nantes  | Stade de Tréfaven, Lorient |
| Rennes | 11-19 / 1-06 (52-9) | Lorient | Stade de Tréfaven, Lorient |

| Liffré | 14-24 / 0-05 (66-5) | Lorient | Stade du Foso, Vannes |
| Vannes | 1-03 / 1-24 (6-27)  | Rennes  | Stade du Foso, Vannes |

| Lorient | 2-07 / 3-11 (13-20) | Vannes | Stade Michel Lecointre, Nantes |
| Nantes  | 4-02 / 7/09 (14-30) | Rennes | Stade Michel Lecointre, Nantes |

| Nantes | 4-13 / 1-06 (25-9)  | Lorient | Stade Nelson Paillou, Liffré |
| Liffré | 11-13 / 0-04 (46-4) | Vannes  | Stade Nelson Paillou, Liffré |

| Nantes | 3-06 / 2-02 (15-8)  | Vannes | Stade de la Bellangerais, Rennes |
| Rennes | 3-07 / 4-16 (16-28) | Liffré | Stade de la Bellangerais, Rennes |

### Classement final Division 1 Bretagne
Les équipes débutent la seconde phase avec un total de points fonction de leur classement durant la première phase, 1er = 10 pts, 2e = 9 pts, 3e = 8 pts, 4e = 7 pts, etc.
Le classement final reprend les points de la première phase additionnés à ceux de la seconde.
| Rang | Équipe    | Pts | J  | G  | N | P | Bp  | Bc  | Diff |
| ---- | --------- | --- | -- | -- | - | - | --- | --- | ---- |
| 1    | US Liffré | 25  | 13 | 12 | 0 | 1 | 291 | 49  | +242 |
| 2    | Rennes    | 23  | 13 | 11 | 1 | 1 | 284 | 75  | +209 |
| 3    | Nantes    | 18  | 13 | 8  | 1 | 4 | 172 | 129 | +43  |
| 4    | Vannes    | 14  | 13 | 7  | 0 | 6 | 105 | 141 | -36  |
| 5    | Lorient   | 10  | 13 | 5  | 0 | 8 | 131 | 230 | -99  |

| Légende : Qualifications | Légende : Qualifications                                           |
| ------------------------ | ------------------------------------------------------------------ |
|                          | Qualifiés pour la phase finale du Championnat de France Division 1 |

## Finales Championnat de France

### Division 1 (Elite)
Groupe A
- Liffré 3-10 - Nantes 2-00 (19-6)
- Paris 0-04 - 'Liffré 0-06 (4-6)
- Paris 2-06 - Nantes 2-00 (12-6)

| Rang | Équipe    | Pts | J | G | N | P | Bp | Bc | Diff |
| ---- | --------- | --- | - | - | - | - | -- | -- | ---- |
| 1    | US Liffré | 6   | 2 | 2 | 0 | 0 | 25 | 10 | +15  |
| 2    | Paris     | 3   | 2 | 1 | 0 | 1 | 16 | 12 | +4   |
| 3    | Nantes    | 0   | 2 | 0 | 0 | 2 | 12 | 31 | -19  |

| Légende : Qualifications | Légende : Qualifications        |
| ------------------------ | ------------------------------- |
|                          | Qualifiés pour les demi-finales |

Groupe B
- Toulouse 1-07 - Clermont 0-07 (10-7)
- Rennes 3-05 - Toulouse 1-08 (14-11)
- Rennes 1-07 - Clermont 3-08 (10-17)

| Rang | Équipe   | Pts | J | G | N | P | Bp | Bc | Diff |
| ---- | -------- | --- | - | - | - | - | -- | -- | ---- |
| 1    | Clermont | 3   | 2 | 1 | 0 | 1 | 24 | 20 | +4   |
| 2    | Toulouse | 3   | 2 | 1 | 0 | 1 | 21 | 21 | 0    |
| 3    | Rennes   | 3   | 2 | 1 | 0 | 1 | 24 | 28 | -4   |

| Légende : Qualifications | Légende : Qualifications        |
| ------------------------ | ------------------------------- |
|                          | Qualifiés pour les demi-finales |

Demi-finale
- Liffré 3-06 - Toulouse 1-14 (15-17)
- Paris - Clermont

5e/6e place
- Rennes 3-04 - Nantes 1-04 (13-7)

3e/4e place
- Liffré 1-12 - Clermont 0-05 (15-5)

Finale
- Toulouse 2-15 - Paris 2-03 (21-9)

Le Tolosa Despòrt Gaelic est sacré champion de France élite 2016 et se succède à lui-même.

### Division 2 (Honneur)
Groupe A
- Guérande 3-07 - Clermont B 2-04 (19-10)
- Bordeaux 3-09 - Clermont B 0-00 (18-0)
- Guérande 0-05 - Bordeaux 1-06 (5-9)

| Rang | Équipe     | Pts | J | G | N | P | Bp | Bc | Diff |
| ---- | ---------- | --- | - | - | - | - | -- | -- | ---- |
| 1    | Bordeaux   | 6   | 2 | 2 | 0 | 0 | 27 | 5  | +22  |
| 2    | Guérande   | 3   | 2 | 1 | 0 | 1 | 24 | 19 | +5   |
| 3    | Clermont B | 0   | 2 | 0 | 0 | 2 | 10 | 37 | -27  |

| Légende : Qualifications | Légende : Qualifications               |
| ------------------------ | -------------------------------------- |
|                          | Qualifiés pour les 1/4 de finale de D2 |

Groupe B
- Lyon 1-03 - Lorient 0-02 (6-2)
- Lyon 3-05 - Provence 2-02 (14-8)
- Lorient 0-06 - Provence 0-08 (6-8)

| Rang | Équipe   | Pts | J | G | N | P | Bp | Bc | Diff |
| ---- | -------- | --- | - | - | - | - | -- | -- | ---- |
| 1    | Lyon     | 6   | 2 | 2 | 0 | 0 | 20 | 10 | +10  |
| 2    | Provence | 3   | 2 | 1 | 0 | 1 | 16 | 20 | -4   |
| 3    | Lorient  | 0   | 2 | 0 | 0 | 2 | 8  | 14 | -6   |

| Légende : Qualifications | Légende : Qualifications               |
| ------------------------ | -------------------------------------- |
|                          | Qualifiés pour les 1/4 de finale de D2 |

Groupe C
- Vannes 5-08 - Lille 0-00 (23-0)
- Paris B 5-06 - Lille 1-01 (21-6)
- Paris B 0-08 - Vannes 2-04 (8-10)

| Rang | Équipe  | Pts | J | G | N | P | Bp | Bc | Diff |
| ---- | ------- | --- | - | - | - | - | -- | -- | ---- |
| 1    | Vannes  | 6   | 2 | 2 | 0 | 0 | 33 | 8  | +25  |
| 2    | Paris B | 3   | 2 | 1 | 0 | 1 | 29 | 16 | +13  |
| 3    | Lille   | 0   | 2 | 0 | 0 | 2 | 6  | 44 | -38  |

| Légende : Qualifications | Légende : Qualifications               |
| ------------------------ | -------------------------------------- |
|                          | Qualifiés pour les 1/4 de finale de D2 |

Groupe D
- Azur 4-05 - Tregor/Plédran 1-03 (17-6)
- Niort 2-05 - Tregor/Plédran 0-04 (11-4)
- Niort 6-06 - Azur 0-02 (24-2)

| Rang | Équipe         | Pts | J | G | N | P | Bp | Bc | Diff |
| ---- | -------------- | --- | - | - | - | - | -- | -- | ---- |
| 1    | Niort          | 6   | 2 | 2 | 0 | 0 | 35 | 6  | +29  |
| 2    | Azur Gaels     | 3   | 2 | 1 | 0 | 1 | 19 | 30 | -11  |
| 3    | Tregor/Plédran | 0   | 2 | 0 | 0 | 2 | 10 | 28 | -18  |

| Légende : Qualifications | Légende : Qualifications               |
| ------------------------ | -------------------------------------- |
|                          | Qualifiés pour les 1/4 de finale de D2 |

Quarts-de-finale
- Provence 1-04 - Bordeaux 3-06 (7-15)
- Vannes 3-06 - Azur 0-03 (15-3)
- Lyon 2-03 - Guérande 0-04 (9-4)
- Niort 0-02 - Paris B 2-07 (2-13)

Demi-finale
- Bordeaux - Vannes
- Paris B - Lyon

Finale
- Paris B - Bordeaux

Paris B, équipe réserve du club de la capitale est sacré Champion de France de Division 2 (Honneur)

## Classement final du Championnat de France 2016
| Rang | Équipe         |
| ---- | -------------- |
| 1    | Toulouse       |
| 2    | Paris          |
| 3    | Liffré         |
| 4    | Clermont       |
| 5    | Rennes         |
| 6    | Nantes         |
| 7    | Paris B        |
| 8    | Bordeaux       |
| 9    | Vannes         |
| 10   | Lyon           |
| 11   | Provence       |
| 12   | Guérande       |
| 13   | Niort          |
| 14   | Azur Gael      |
| 15   | Clermont B     |
| 16   | Tregor/plédran |
| 17   | Lorient        |
| 18   | Lille          |